# Peribatodes corsicaria
Peribatodes corsicaria är en fjärilsart som beskrevs av Karl Schawerda 1931. Peribatodes corsicaria ingår i släktet Peribatodes och familjen mätare. Inga underarter finns listade i Catalogue of Life.